# Санчі (храм)
Санчі — буддистський комплекс, відомий як Велика ступа на горі біля міста Санчі в Індії.
Велика ступа в Санчі — це одна з найстаріших кам'яних споруд в Індії і важлива пам'ятка індійської архітектури. Створений на замовлення імператора Маур'їв Ашоки Великого у 3 столітті до нашої ери. Його центром була проста напівсферична цегляна споруда, побудована над мощами Будди. Він був увінчаний чатрою», схожою на парасольку спорудою, що символізує високий ранг. Початковими будівельними роботами цієї ступи керував Ашока, чия дружина Деві, яка була дочкою купця з сусіднього Відіші. Санчі також був місцем її народження, а також місцем весілля її та Ашоки. У 1 столітті до нашої ери було додано чотири вирізьблених торани (орнаментальна брама) і балюстраду, що оточує всю конструкцію. Ступа Санчі, побудована в період Маур'їв, була зведена з цегли.
У межах декількох миль від Санчі є ряд визначних буддистських пам'яток, включаючи Сатдгару (за 9 км на захід від Санчі, там були виявлені 40 ступ, реліквії Шарипутри і Магамоґґаллана, що нині зберігаються в новій Вігарі), Бгоджпур (укріплена вершина пагорба із 60 ступами) і Андгер (відповідно за 11 км і 17 км на північний захід від Санчі), а також Сонари (за 10 км на північний захід від Санчі). Далі на південь, приблизно за 100 км, розташоване Сару Мару. Бгаргут розташований за 300 км на північний схід.
Ступа Санчі зображена на зворотному боці [[Індійська банкнота У 200 рупій| індійської валюти в 200]] рупій, щоб підкреслити її важливість для індійської культурної спадщини.

## Огляд

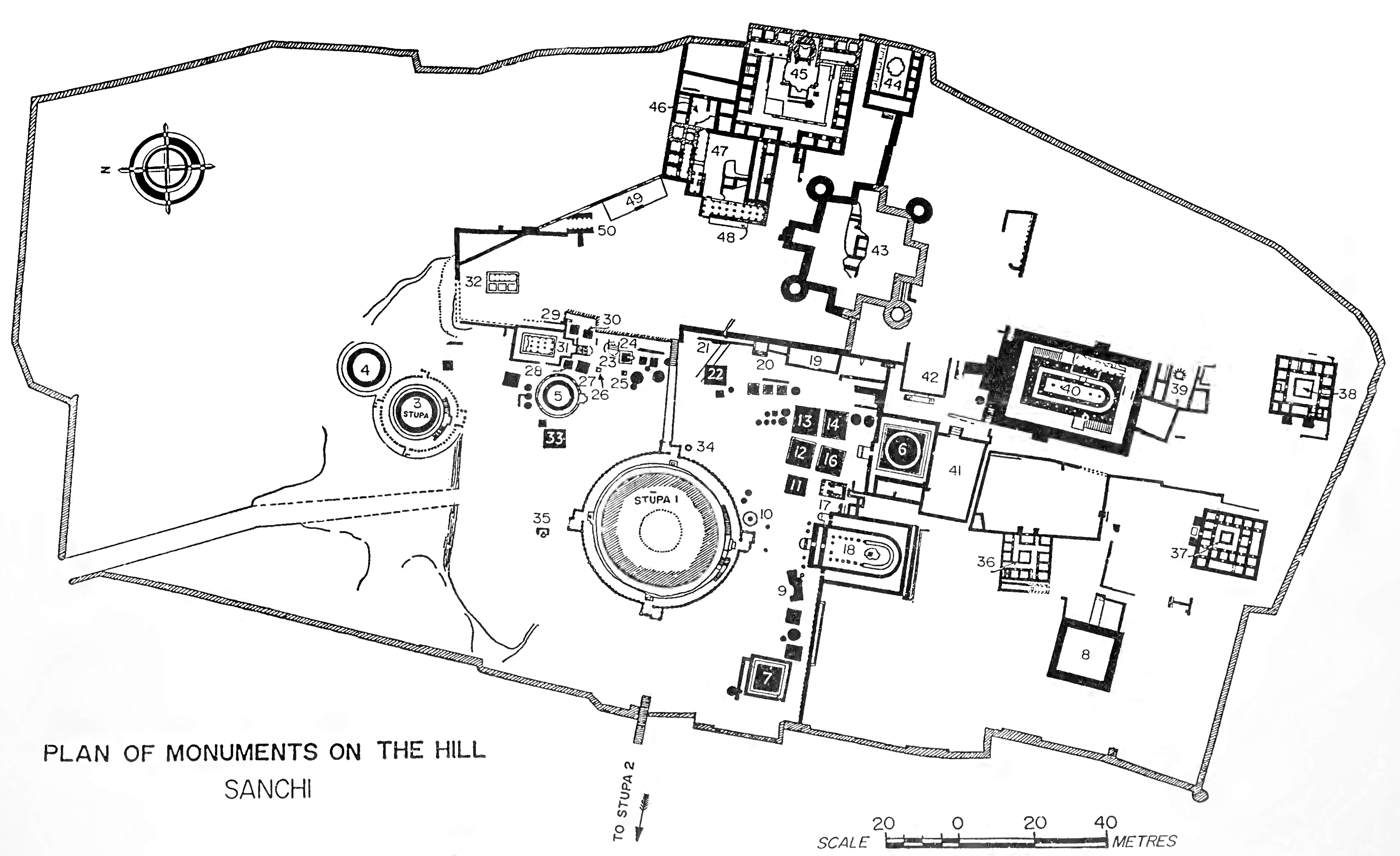
План пам'яток пагорба Санчі, пронумерованих від 1 до 50

Пам'ятки в Санчі сьогодні це — серія буддійських споруд, починаючи з періоду імперії Маур'їв (3 століття до н. е.), та імперії Гуптів (5 століття н. е.) і закінчується приблизно у 12 столітті н. е. Це, мабуть, найбільш добре збережена група буддійських пам'яток в Індії. Найстарішою, а також найбільшою пам'яткою є велика ступа, також звана ступою № 1, спочатку побудована при маур'ях і прикрашена однією з Колон Ашоки. У наступні століття, особливо за Шунгів і Сатаваханів, Велика ступа була розширена і прикрашена брамами і поручнями, а також поблизу були побудовані ступи по-менше, Ступа № 2 і Ступа № 3.

Одночасно були також побудовані різні храмові споруди. В цілому, Санчі охоплює більшу частину еволюції давньоіндійської архітектури і стародавньої буддійської архітектури в Індії, від ранніх стадій буддизму і його першого художнього вираження до занепаду релігії на субконтиненті.

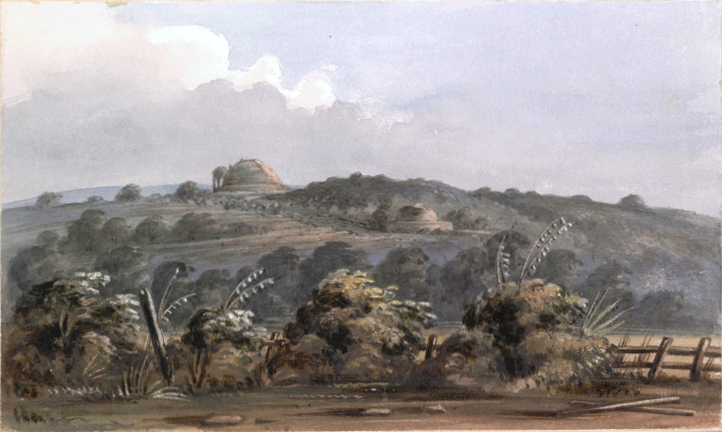
Загальний вигляд ступ у Санчі Ф. Ч. Мейзі, 1851 р. (Велика ступа на вершині пагорба і Ступа 2 на передньому плані)
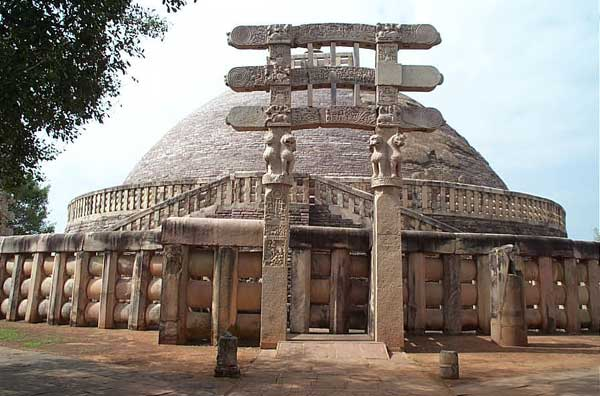
Велика ступа (Ступа №1), побудована у 3 столітті до н. е.
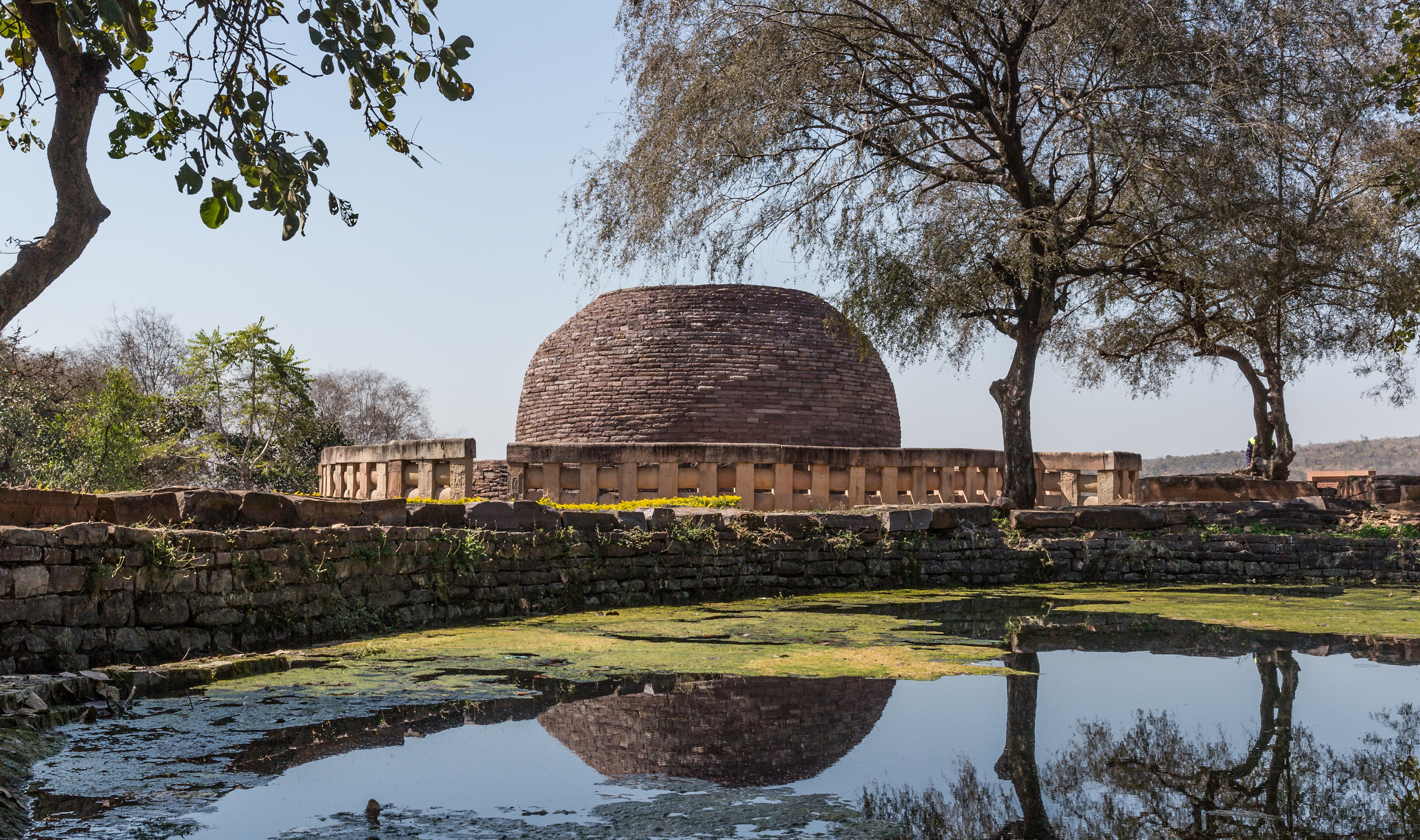
Ступа №2
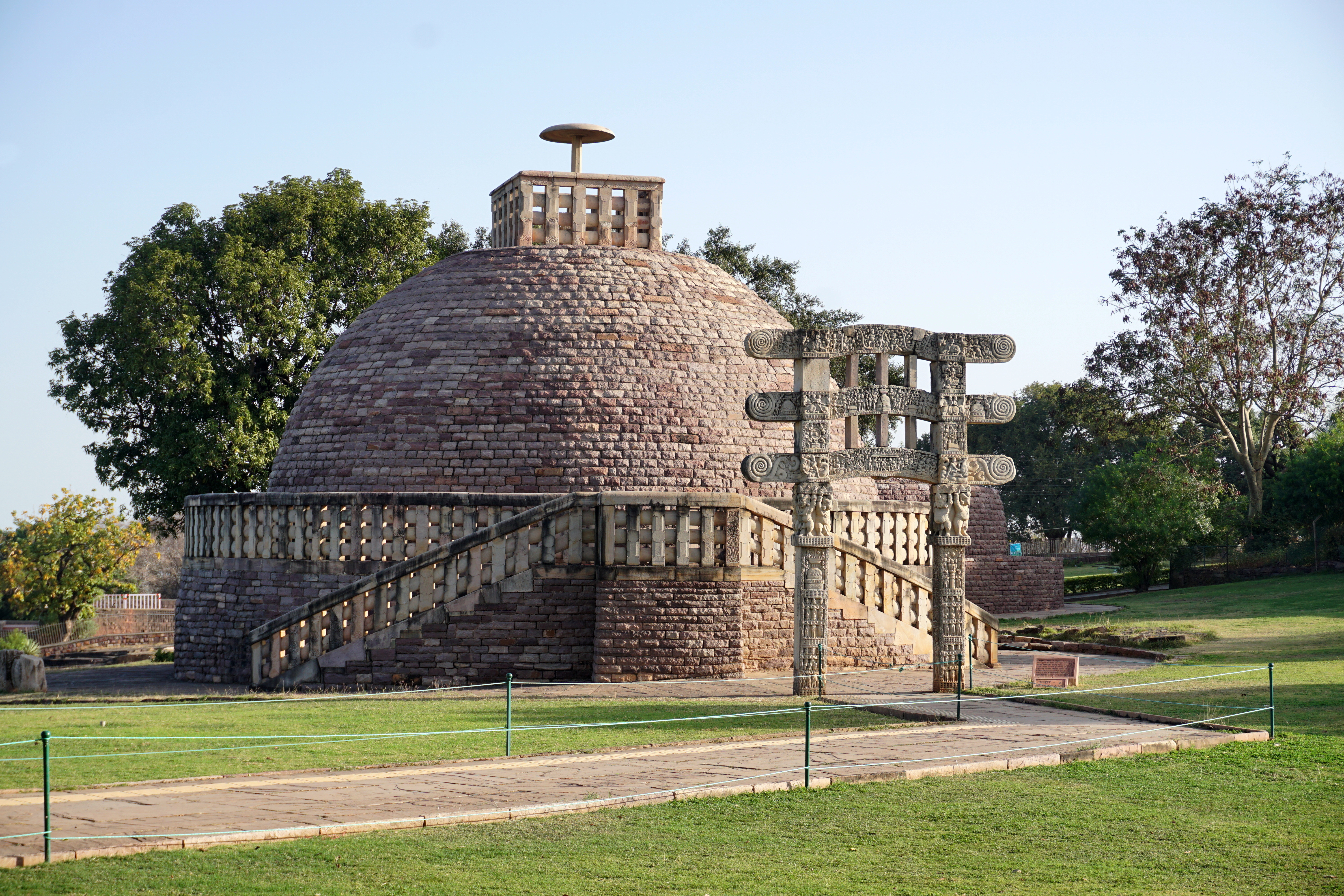
Ступа №3
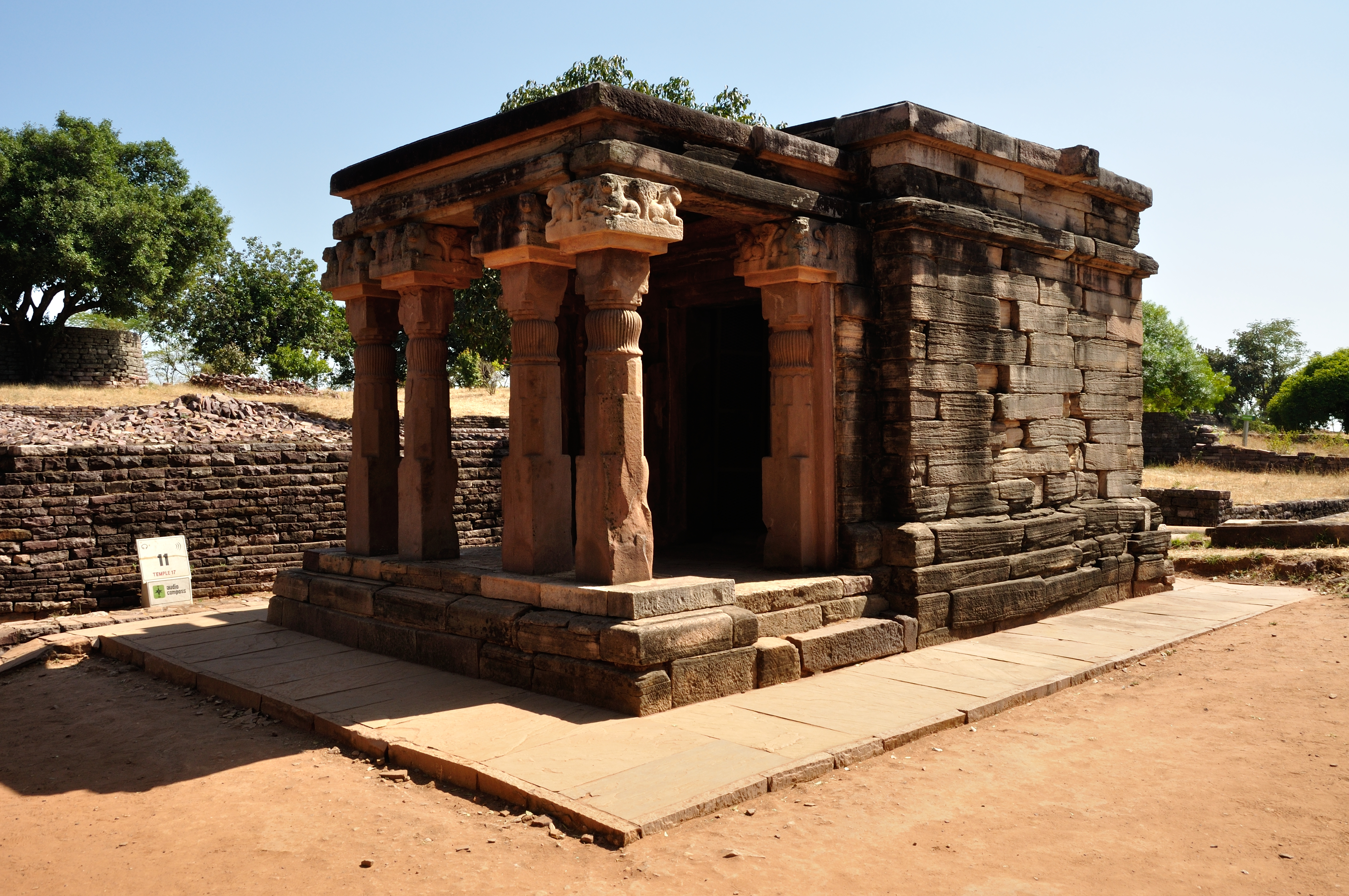
Буддійський храм, №17

## Період Маур'їв (3 століття до н.е.)

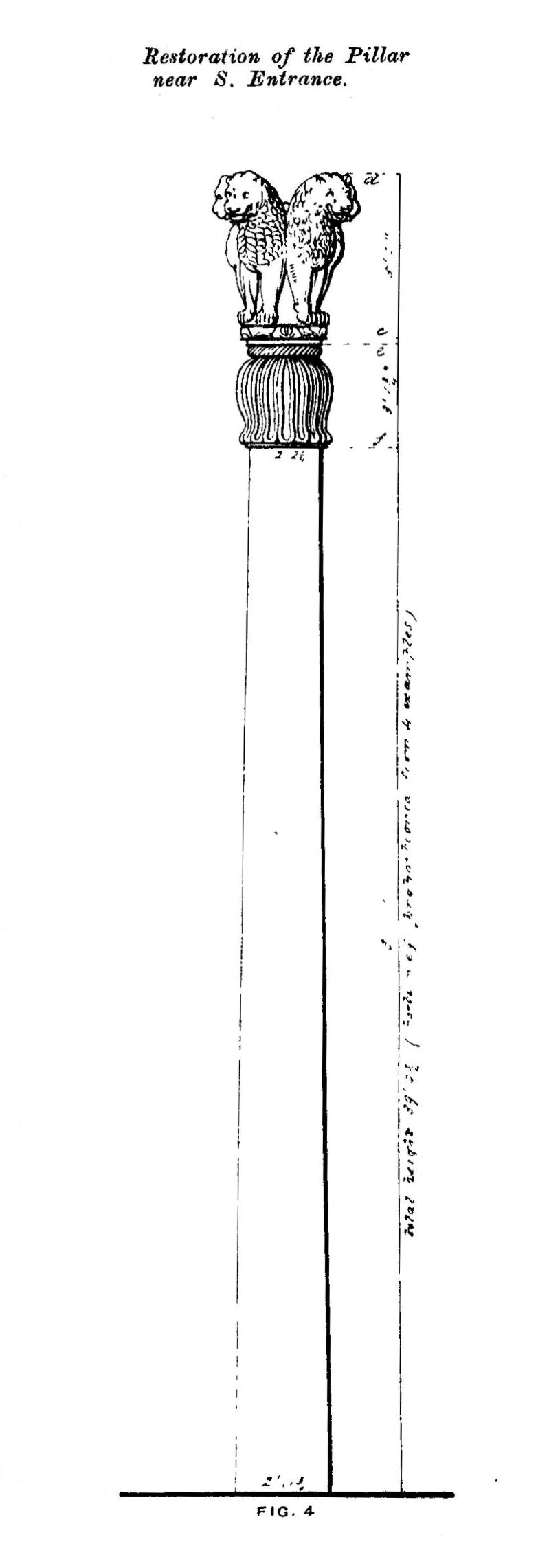
Колона Ашоки в Санчі

«Велика ступа» в Санчі є найстарішою спорудою і спочатку була побудована на замовлення імператора імперії маур'їв Ашоки Великого у 3 столітті до нашої ери. Його ядром була напівсферична цегляна споруда, побудована над мощами Будди, із піднятою терасою, що охоплює його основу, і поручнями, кам'яною чатрою, схожою на парасольку спорудою, що символізує високий ранг. Початкова ступа мала лише близько половини діаметра сьогоднішньої ступи, що є результатом розширення в часи правління Шунга. Він був покритий цеглою, на відміну від каменю, який зараз покриває ступу.
Згідно з однією з версій «Махавамси», буддійської хроніки Шрі-Ланки, Ашока був тісно пов'язаний із регіоном Санчі. Коли він був очевидним спадкоємцем і прямував віце-королем в Удджайн, кажуть, що він зупинився в Відіші (10 км від Санчі), і там одружився з дочкою місцевого банкіра. Її звали Деві, і пізніше вона народила від Ашоці двох синів, Удженію і Магендру, і дочку Санґгамітту. Після сходження на престол Ашоки Магендра очолив буддійську місію, яку відправили, ймовірно, під заступництвом імператора, на Шрі-Ланку, і що перед відправленням на острів він відвідав свою матір в Четіяґірі поблизу Відіси, імовірно у Санчі. Він був поселений там у розкішній вігарі або монастирі, який, як кажуть, вона сама спорудила

### Колона Ашоки

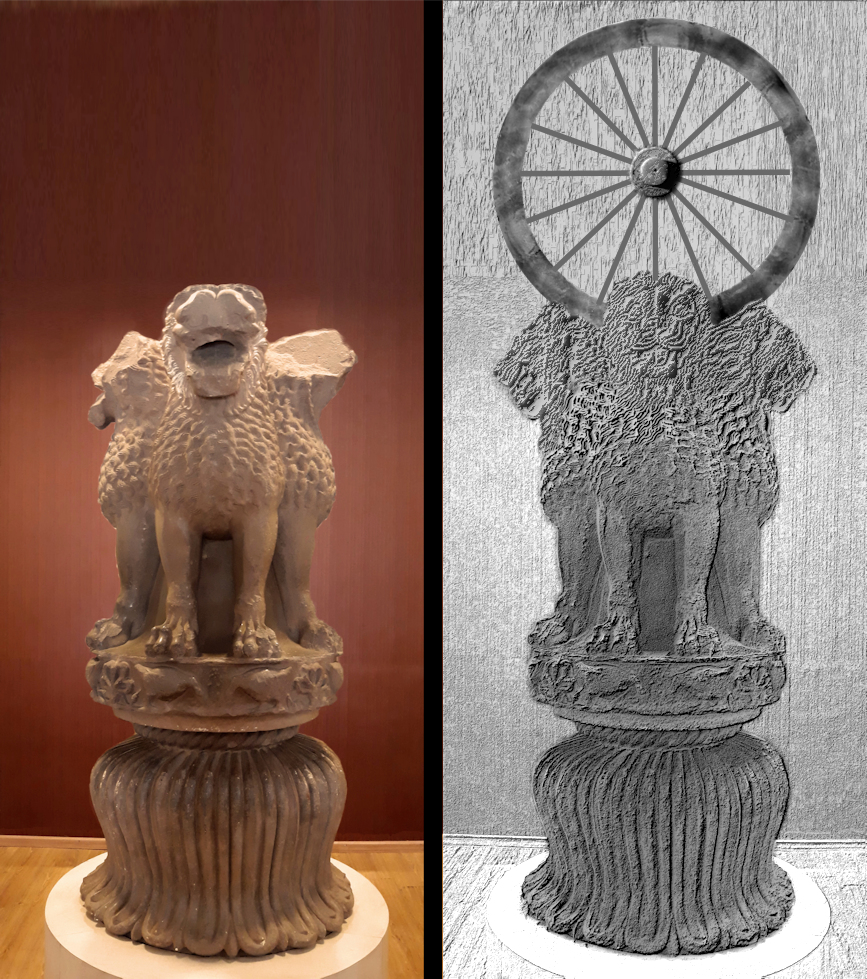
Виявлений капітель колони Санчі Ашоки (ліворуч) і імітація первісного вигляду (праворуч). Він дуже схожий на Левову капітель Ашоки в Сарнатсі, за винятком абака, прикрашеного тут вогняними пальметами, 250 р. до н. Археологічний музей Санчі.

Колона з тонко відполірованого пісковика, одна з Колон Ашоки, також була встановлена збоку від головних торан. Нижня частина стовпа все ще стоїть. Верхні частини колони містяться в прилеглому археологічному музеї Санчі. Столиця складається з чотирьох левів, які, ймовірно, підтримували Колесо Закону, про що також свідчать більш пізні ілюстрації серед рельєфів Санчі. На колоні є напис Ашокана (Указ про розкол). Напис Ашока викарбувано ранніми ієрогліфами Брахмі. На жаль, він сильно пошкоджений, але припускають що містяться в ньому веління, що збігаються з тими, що записані в указах Сарнатха і Каусамбі, які разом утворюють три відомих екземпляри указу про розкол Ашоки.
Колона, коли вона була ціла, була заввишки близько 42 футів і складалася з круглого, що злегка звужується, монолітного стрижня з дзвоноподібної капітеллю, увінчаною абаком і вінчає орнаментом у вигляді чотирьох левів, поставлених спина до спини, все це було ретельно оброблено і відполіровано до блиску зверху донизу. Абаки прикрашені чотирма вогняними пальметами, відокремленими одна від одної парами гусей, що можливо, символізують стадо учнів Будди. Леви з вершини, хоча тепер і сильно понівечені, все ще свідчать про майстерність скульпторів.
Піщаник, з якого виоізьблена колона, був здобутий в кар'єрах Чунара, розташованих за декілька сотень миль звідси. Це означає, що будівельники змогли перевезти кам'яний блок завдовжки більше сорока футів і вагою майже стільки ж тонн на таку відстань. Ймовірно, вони користувалися водним транспортом, використовуючи плоти під час сезону дощів аж до річок Ганг, Джамна і Бетва.

### Храм 40
Іншою спорудою, яка датується, принаймні частково, 3 століттям до н. е., є так званий Храм 40, один із перших зразків окремо розташованих храмів в Індії. У храмі 40 збереглися залишки трьох різних періодів, найраніший період відноситься до епохи Маур'їв, що, ймовірно, робить його сучасником створення великої ступи. Напис навіть припускає, що він міг бути заснований Биндусарою, батьком Ашоки. Оригінальний храм 3 століття до н. е. був побудований на високій прямокутній кам'яній платформі розміром 26,52 × 14× 3,35 метра з двома сходовими прольотами на схід і захід. Це був апсидальний зал, ймовірно, побудований із дерева. Він був спалений десь у 2 столітті до нашої ери.
Пізніше платформа була збільшена до 41,76×27,74 метрів і повторно використана для зведення колонного залу з п'ятдесятьма колонами (5×10), від яких залишилися обрубки. На деяких із цих колон є написи 2-го століття до нашої ери. У 7-му або 8-му столітті в одному кутку платформи було встановлено невелике святилище, в якому були повторно використані деякі колони і встановлені в їх нинішньому положенні.
| Орієнтовна реконструкція Великої Ступи з колоною Ашоки під час Імперії Маур'їв близько 260 до нашої ери. | - Залишки Стовпа Ашока з полірованого каменю (праворуч від Південної брами), з його едиктом. - Едикти Ашоки (деталь попереднього зображення). - Залишки стовпа Ашоки біля Південної брами. - Капітель Археологічний музей Санчі. |

## Період Шунґа (2 століття до н.е.)
На підставі Ашокавадани припускається, що ступа, можливо, зазнала вандалізму у 2 столітті до н. е. Це пов'язують з піднесенням імператора Шунґа Пуш'ямітри Шунґи, який захопив імперію Маур'їв. Було висловлено припущення, що Пуш'ямітра, можливо, зруйнував первісну ступу, а його син Аґнімітра відновив її. Первісна цегляна ступа була вкрита каменем в період Шунґа.
Враховуючи досить децентралізований і фрагментарний характер держави Шунґа, коли багато міст фактично випускали власні монети, а також відносну неприязнь шунґів до буддизму, деякі автори стверджують, що споруди того періоду в Санчі насправді не можна асоціювати з Шунґа, оскільки вони не були результатом Королівського спонсорства, на відміну від того, що відбувалося за часів Маур'їв, і більшість посвячень в Санчі були приватними або колективними.
Стиль оздоблення періоду Шунґа в Санчі має близьку схожість з оздобленням Бхархута, а також з периферійними балюстрадами в храмі Магабодгі в Бодг-Ґаї.

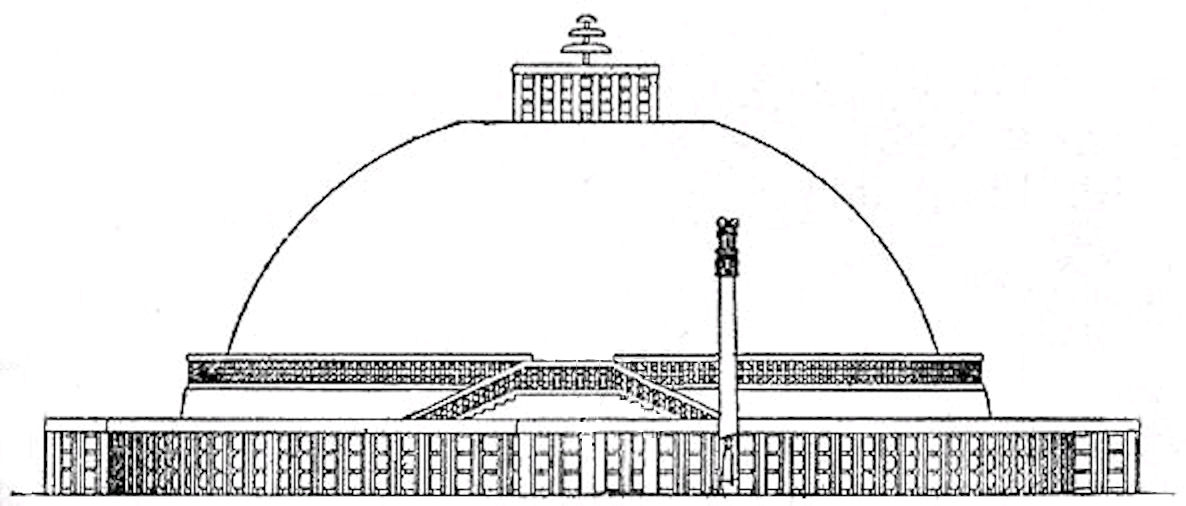
Велика ступа часів Шунґа. Вони майже вдвічі збільшили діаметр первісної ступи, уклавши її в камінь, і спорудили навколо неї балюстрада і поручні.

### Велика ступа (№1)
Під час більш пізнього правління Шунґа ступа була розширена кам'яними плитами майже вдвічі в порівнянні з початковим розміром. Купол був плескатий до вершини і увінчаний трьома накладеними один на одного парасольками всередині квадратного огорожі. Зі своїми численними ярусами він був символом дхарми, Колеса Закону. Купол був встановлений на високому круглому барабані, призначеному для ритуального обходу, до якого можна було піднятися подвійними сходами. Друга кам'яна доріжка на рівні землі була обгороджена кам'яною балюстрадою. Поручні навколо ступи 1 не мають художніх рельєфів. Це всього лише плити з деякими написами. Ці елементи датуються приблизно 150 роком до н. е. або 175—125 роками до н. е.. Хоча поручні зроблені з каменю, вони скопійовані з дерев'яного прототипу, і, як зауважив Джон Маршалл, стики між огороджувальними каменями були вирізані під нахилом, оскільки дерево ріжеться так, а не вертикально, як слід різати камінь. Крім коротких записів про жертводавців, написаних на поручнях шрифтом брахмі, на поручнях є дві пізніші написи, додані за часів Гуптів. Деякі рельєфи видно на балюстраді сходів, але вони, ймовірно, трохи пізніше, ніж на ступі № 2, і датуються 125—100 роками до нашої ери. Деякі автори вважають, що ці рельєфи, досить грубі і без явних буддійських конотацій, є найстарішими рельєфами з усіх в Санчі, трохи старше навіть рельєфів ступи Санчі № 2.
| Велика ступа (№ 1). Споруди та прикраси періоду Шунґа (2 століття до н. е.)                                                                          | |
| Велика Ступа (Розширення ступи і балюстради). Незабарвлені поручні датуються приблизно 150 роком до нашої ери. Кілька рельєфів на балюстраді сходів. | - Балюстрада і сходи часів Шунґа. - Кам'яна кладка часів Шунґа. - Перила з написами часів Шунґа. - Деамбулаторій. - Поручні і парасольки на вершині. Рельєфи сходової балюстради - Полум'яна пальмета. - Полум'яна пальмета і лотос. - Павич. - Жінка верхи на кентаврі. - Лотос. - Половина лотоса. - Лев. - Слон. - Слон із гілкою. - Квітковий мотив. |

### Ступа №2: перші буддійські рельєфи

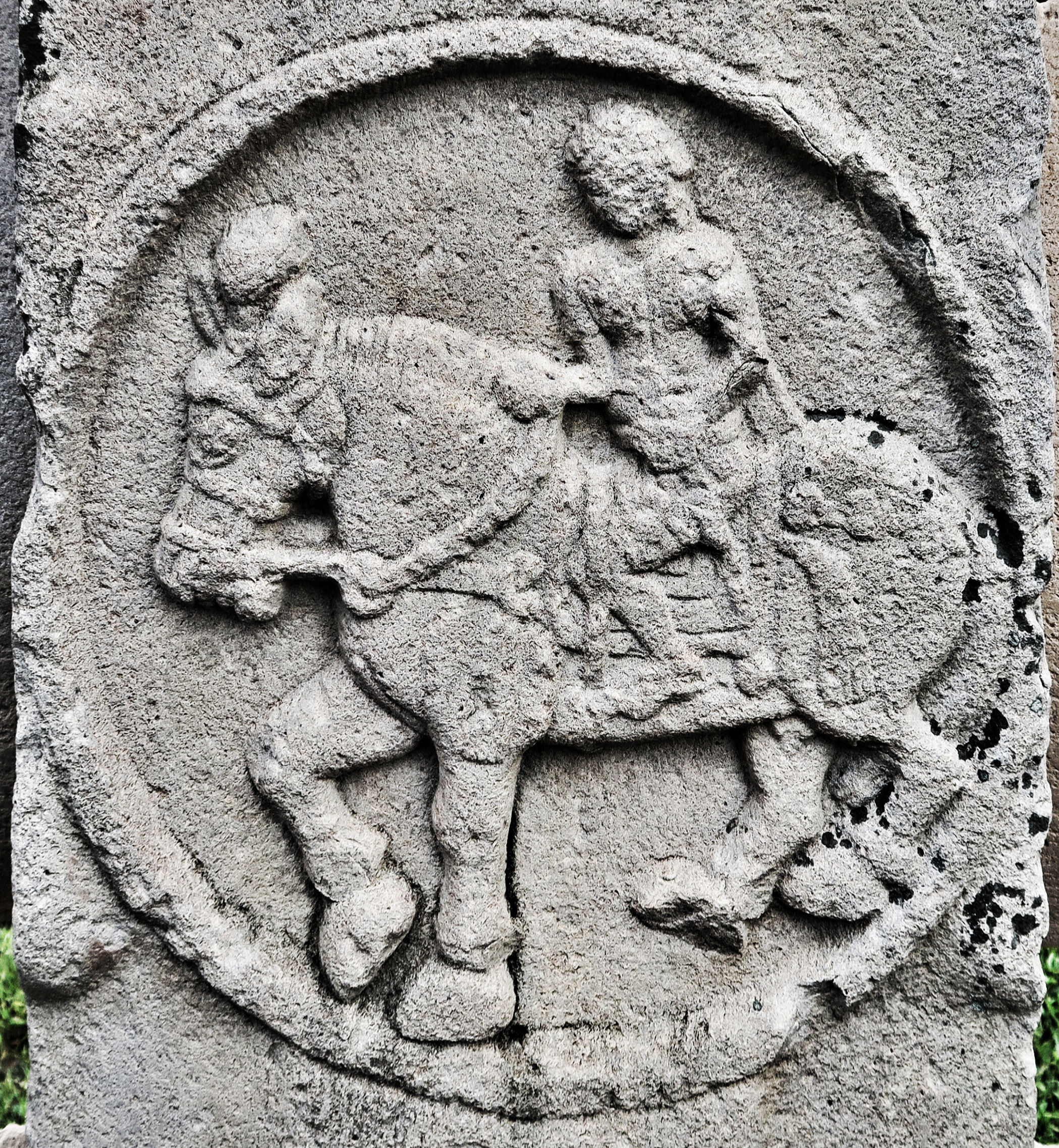
Позначки будівельника в Харошти вказують на те, що майстри з північного заходу були відповідальні за рельєфи ступи № 2. Цей медальйон був виготовлений близько 115 року до нашої ери.

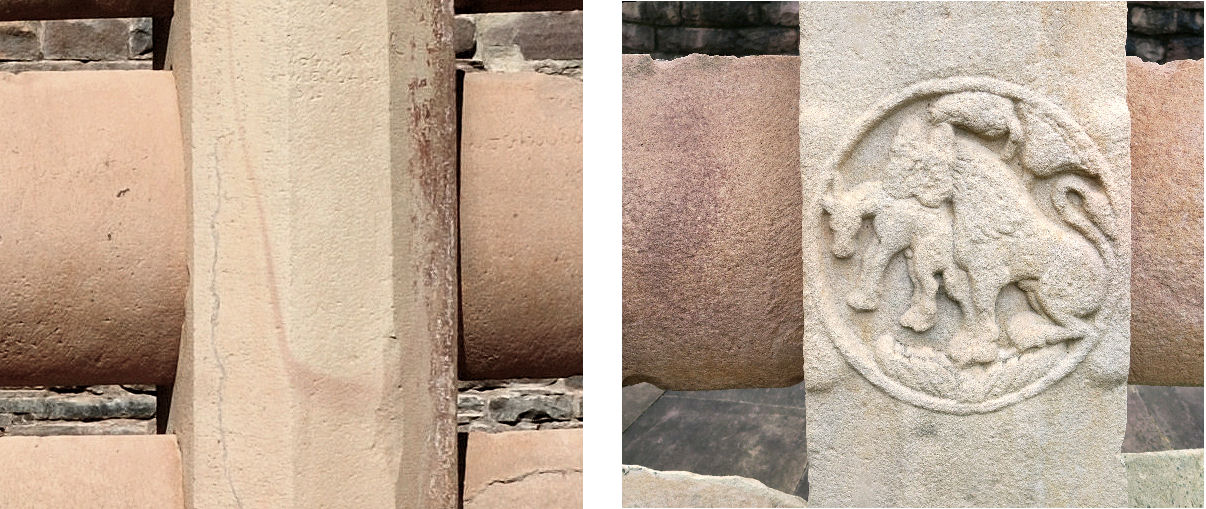
Поручні періоду Шунґа спочатку були порожніми (ліворуч: Велика ступа), і тільки близько 115 року до н. е. їх почали прикрашати як Ступа № 2 (праворуч).

Ступи, які, мабуть, були введені в експлуатацію під час правління Шунґа, — це друга, а потім третя ступа (але небагато прикрашені брами, які відносяться до наступного періоду Сатавагани, як відомо з написів), наступні за наземною балюстрадою і кам'яним корпусом Великої ступи (Ступа № 1). Рельєфи датуються приблизно 115 роком до н. е. для медальйонів і 80 роком до н. е. для різьблення на колонах, трохи раніше рельєфів Бхархута для самих ранніх, із деякими переробками аж до 1-го століття нашої ери.
Ступа № 2 була побудована пізніше, ніж велика ступа, але, ймовірно, в ній збереглися найбільш ранні архітектурні прикраси. Уперше представлені явно буддійські теми, зокрема чотири події з життя Будди: народження, просвітлення, перша проповідь і смерть.
Оздоблення ступи № 2 були названі «найстарішими прикрасами ступи з існуючих», і ця ступа вважається джерелом ілюстрацій Джатака. На рельєфах ступи № 2 нанесені знаки муляра на харошті, на відміну від місцевої писемності Брахмі. Це, мабуть, означає, що іноземні працівники з північного заходу (з регіону Гандхара, де в даний час використовується харошті) були відповідальні за мотиви і фігури, які можна знайти на поручнях ступи. Відомо, що іноземці з Гандхари відвідували цей регіон приблизно в той же час: в 115 році до н. е. зафіксовано посольство Геліодор від індо-грецького цар Антіалкідаса до двору шунзького царя Бгаґабгадри у сусідній Відіше, в ході якого Геліодор встановив колону Геліодора на честь Васудеви. Це означало б, що в той час відносини покращилися і що люди подорожували між країнами.
| Ступа № 2 періоду Шунґа, але знаки каменярів у харошті вказують на майстрів з північного заходу (регіон Гандхара) для найдавніших рельєфів (близько 115 р. до н. е.). | - Іноземець на коні. Медальйони датовані приблизно 115 роком до н. е. - Лакшмі з лотосом і двома дітьми-прислугами, ймовірно, походить від схожих зображень Венери - Грифон із написом брагмі. - Жінка верхи на кентаврі. - Лотос |

### Ступа №3
Ступа № 3 була побудована за часів Шунґаса, який також побудував навколо неї поручні і сходи. Кажуть, що мощі Шаріпутри та Маудгальяяни, учнів Будди, були поміщені в ступу № 3, і на підтвердження цього були розкопані ящики з реліквіями.
Кажуть, що рельєфи на поручнях трохи пізніші, ніж на ступі № 2.
Єдина брама торана, орієнтована на південь, не з епохи Шунґа і була побудована пізніше при Сатаваганах, ймовірно, близько 50 року до н.
| Ступа № 3 | - Сходи і поручні. - Медальйони з лотосом. - Квіткові візерунки. - Полегшення після пологів. - Реліквії Шаріпутри та Маудгальяяни. |

### Колона Шунґа

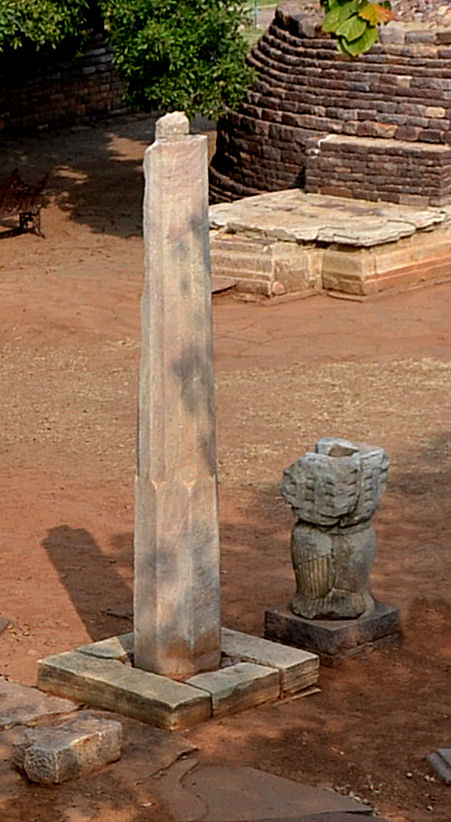
Стовп Шунґа № 25 капітеллю збоку.

Стовп 25 у Санчі також приписується періоду Шунґа у 2-му-1-му століттях до н. е. і вважається схожим за дизайном на стовп Геліодора, який місцеві називають стовп Кхам-Баба, присвячений Геліодору, послу індо-грецького цар Антіалкіда, у сусідній Відіші близько 100 року до н. Те, що він відноситься приблизно до періоду Шунґа, ясно як по його дизайну, так і за характером обробки поверхні.
Висота стовпа, включаючи капітель, становить 15 футів, його діаметр біля основи 1 фут 4 дюйма. До висоти 4 футів 6 дюймів стовбур восьмикутний; над нею шістнадцятигранний. У восьмикутної частини всі грані плоскі, але у верхній частині чергуються грані рифлені, а вісім сторін утворюються за рахунок увігнутої фаски по краях восьмикутника. Цей метод обробки аріса в точці переходу між двома секціями є особливістю, характерною для другого і першого століть до нашої ери. Західний бік колони відколотий, але шип нагорі, до якого була прикріплена капітель, все ще зберігся. Капітель має звичайну персеполітанську форму дзвону, з листям лотосу, спадаючими на дзвін. Коронний елемент, ймовірно, лев, зник.

## Період Сатавагана (1 століття до н.е.— 1 століття н.е.)
Імперія Сатавагана під керівництвом Сатакарні II відвоювала східну Малву у Шунґа. Це дало сатаваганам доступ до буддійського місця Санчі, в якому їм приписують будівництво прикрашених брам навколо первісної структури часів імперії Маур'їв і ступ епохи Шунґа. З 1-го століття до нашої ери були побудовані багато прикрашена брама. Балюстрада і брама також були пофарбовані. Пізніші брами / торани зазвичай датуються 1 століттям нашої ери.
Напис Сірі-Сатакані шрифтом брахмі повідомляє про подарунок одного з верхніх архітравів Південної брами майстрами короля Сатавагани Сатакарні II.
Існує певна невизначеність щодо дати та особистості розглянутого Сатакарні, оскільки цар Сатакарні згадується в написі Хатігумфа, яка іноді датується 2 століттям до нашої ери. Крім того, кілька царів Сатавагани використовували ім'я «Сатакарні», що ускладнює справу. Звичайні дати, зазначені для брам, варіюються від 50 року до н. е. до 1 століття н. е., а будівельником найранніх брам зазвичай вважається Сатакарні II, який правив у 50-25 роках до н.. Відома ще одна рання пам'ятка Сатавагани — Печера № 19 короля Канхи (100-70 рр. до н. е.) в печерах Насік, яка набагато менш розвинена в художньому відношенні, ніж в Санчі торани.

### Матеріал і техніка різьблення
Незважаючи на те, що брами торани були зроблені з каменю, вони були вирізьблені і побудовані на манер дерев'яних, а самі брами були покриті скульптурами. Також було висловлено припущення, що кам'яні рельєфи були зроблені різьбярами по слоновій кістці з прилеглої Відіші, а напис на південній брамі Великої ступи («Поклоніння волоссю Бодгісатви») була присвячена Гільдією різьбярів по слоновій кістці з Відіші.

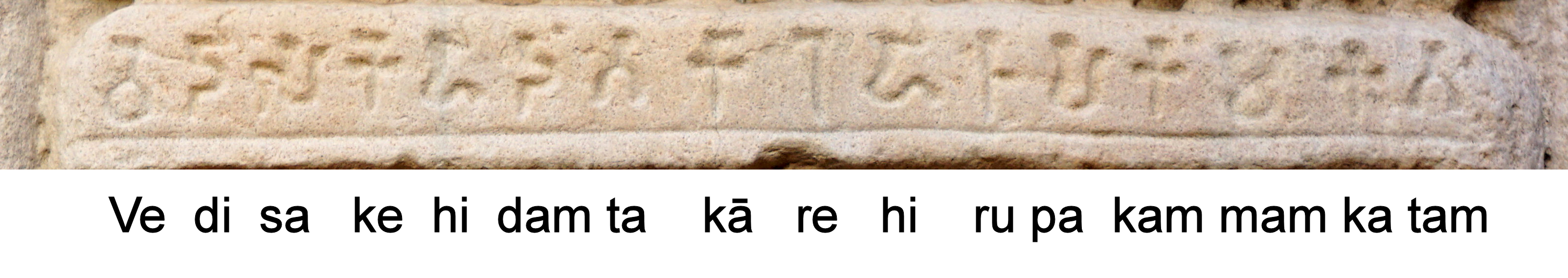
Напис. Різьблення по слоновій кістці виконали працівники з Відіші.

На рельєфах зображені сцени з життя Будди в поєднанні з повсякденними подіями, які були б знайомі глядачам і, таким чином, полегшували б їм розуміння буддійського віровчення. У Санчі і більшості інших ступ місцеве населення жертвувало гроші на прикрасу ступи. Прямого Королівського заступництва не було. Віруючі, як чоловіки, так і жінки, які жертвували гроші на створення скульптури, часто вибирали свою улюблену сцену з життя Будди, а потім писали на ній свої імена. Це пояснює випадкове повторення окремих епізодів на ступі (Dehejia 1992).
На цих кам'яних статуях Будда ніколи не зображувався у вигляді людської фігури через аніконізм у буддизмі. Замість цього художники вирішили зобразити його за допомогою певних атрибутів, таких як кінь, на якому він покинув будинок свого батька, його сліди або навіс під деревом бодгі в момент його просвітлення. Вважалося, що людське тіло занадто обмежує Будду.

### Архітектура: еволюція капітелі несучої колони
Подібність була виявлена в дизайні капітелі різних районів Північної Індії з часів Ашоки до часів Сатаваганів у Санчі: зокрема, між столицею Паталіпутри імперії Маур'їв (3 століття до н. е.), капітелями колон у буддійському комплексі імперії Шунґа в Бґархуті (2 століття до н. е.) і капітелі колон Сатаваган у Санчі (1 століття до н. е./н. е.).
Найбільш ранній відомий приклад в Індії, столиця Паталіпутра (3 століття до н. е.), прикрашений рядами повторюваних розеток, оволо, ліпниною з бісеру і барабанів, хвилеподібних завитків і бічних спіралей з центральними розетками навколо виступаючої центральної пальметти, яка є основним мотивом. Вони дуже схожі на класичні грецькі візерунки, а капітель була описана як квазііонічна. Було висловлено припущення про грецький вплив, а також про перський вплив Ахеменідів.
Сарнатхська капітель, виявлена при археологічних розкопках на стародавній буддійській пам'ятці Сарнатх. На колоні зображені іонічний спіралі і пальмета. Вона була по-різному датована від 3-го століття до нашої ери в період імперії Маур'їв до 1-го століття до нашої ери, в період імперії Шунґа. На одному з боці зображений кінь, що скаче галопом, що несе вершника, в той час як на іншому зображений слон і його магаут.
Капітель колон у Бгаргуті, що датується 2 століттям до н. е. в період імперії Шунґа, також включає в себе багато з цих характеристик, з безліччю розетка, намистин і барабанів, а також центральним дизайном пальмет. Важливо відзначити, що були додані лежачі тварини (леви, символи буддизму) у стилі Колон Ашоки.
Капітель колони Санчі зберігає загальний дизайн, який був помічений у Бгаргуті століттям раніше: лежачі леви, згруповані навколо центрального стовпа квадратного перетину, з центральним дизайном у вигляді Вогняної пальмети. Пізніше слони були використані для прикраси капітелей колон (все ще з центральним малюнком пальмети) і, нарешті, з якши (тут малюнок пальмети зникає).

### Основні теми рельєфів

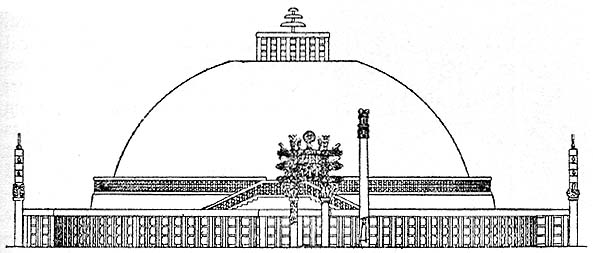
Велика ступа за часів Сатавагана

#### Джатаки
Проілюстровані різні джатаки. Це буддійські повчальні розповіді, що розповідають про події з минулих життів Будди, коли він ще був Бодгісаттвою. Серед зображених Джатак — Ш'яма Джатака, Вессантара Джатака і Магакапі Джатака.

#### Чудеса
Записані численні чудеса, вчинені Буддою. Серед них:
- Чудо Будди, що йде по воді.[55]
- Чудо вогню і дерева

#### Спокуса Будди
Численні сцени відсилають до спокуси Будди, коли він зіткнувся з спокусливими дочками Мари і з його армією демонів. Устоявши перед спокусами Мари, Будда знаходить просвітління.
Інші подібні сцени на ту ж тему:
- Спокуса Будди з втечею армії Мари.
- Просвітління Будди з втечею армії Мари.[56]

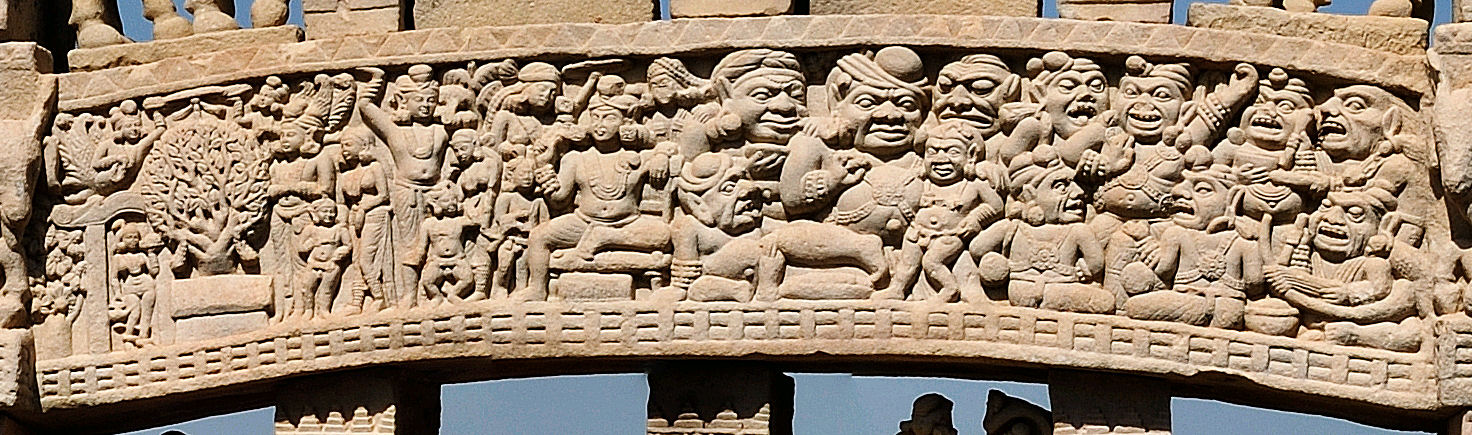
Спокуса Будди, із Буддою ліворуч (символізується тільки його троном), оточеним радісними відданими, Мара і його дочки (в центрі) і біжать демони Мари (праворуч).

#### Війна за реліквії Будди
Південна брама ступи № 1, що вважаються найстарішими і головними входами в ступу, мають кілька зображень історії мощей Будди, починаючи з війни за реліквії.
Після смерті Будди маллаки Кушинагара хотіли зберегти його прах, але інші королівства, також бажаючи зробити свій внесок, почали війну і обложили місто Кушинагар. Нарешті, було досягнуто згоди, і кремаційні реліквії Будди були розділені між 8 королівськими сім'ями та його учнями. Цей знаменитий рельєф показує методи ведення війни за часів Сатаваганів, а також вид на місто Кушинагар маллаків.
Інші панелі, пов'язані з війною за реліквії Будди в Санчі, такі:
- «Король маллаків, що приносить мощі Будди в Кушинагару», відразу після смерті Будди, перед самою війною. На цьому рельєфі зображений король, що сидить на слоні і тримає реліквії на голові.[61]
- «Облога Кушинагари сімома королями», ще один рельєф на ту ж тему.

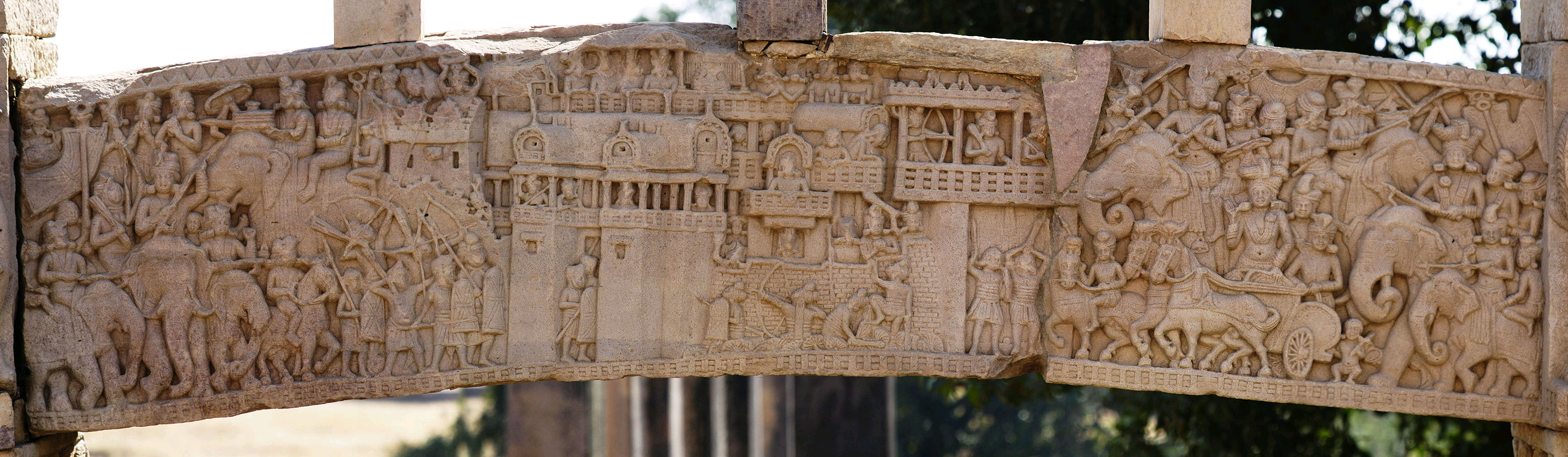
Війна за реліквії Будди, що зберігаються в місті Кушинагар, Південна брама, Ступа № 1, Санчі.

#### Винесення реліквій Ашокой

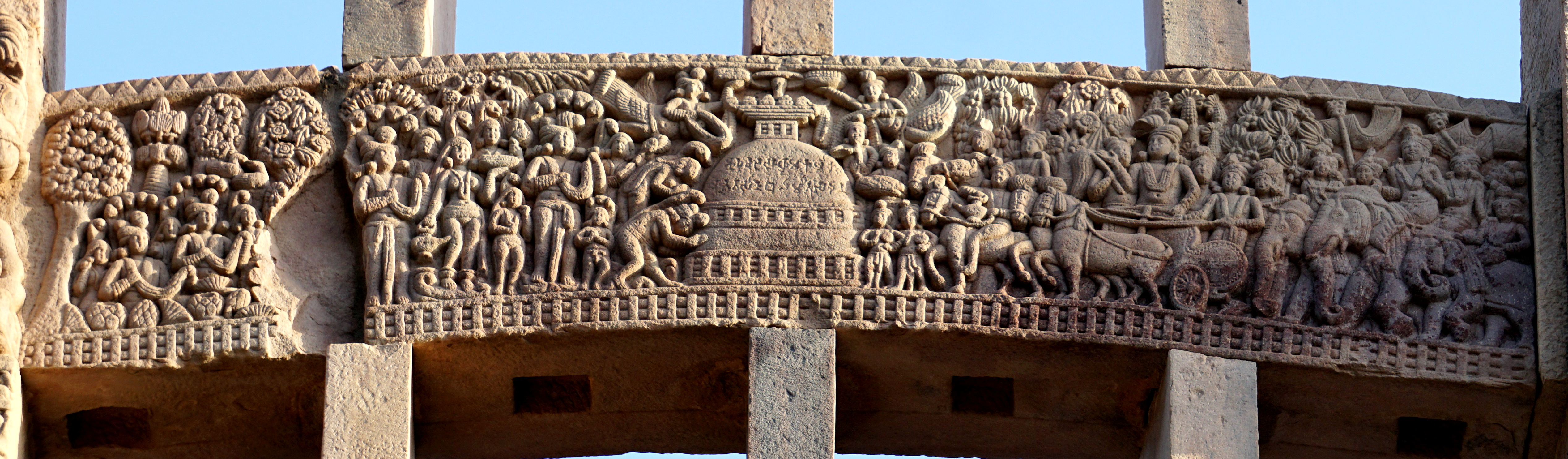
Король Ашока відвідує Рамаграму, щоб забрати реліквії Будди у нагів, але йому це не вдалося, оскільки наги були занадто могутні. Південна брама, Ступа 1, Південні брама, Санчі.

Згідно з буддійською легендою, кілька століть потому король Ашока вивезе реліквії з восьми королівств-охоронців і помістить їх у 84 000 ступ. Ашока отримав попіл від семи королівств-охоронців, але не зміг забрати попіл у нагів у Рамаграмі, які були занадто могутні і змогли утримати їх. Ця сцена зображена на одній із поперечних частин південної брами ступи № 1 в Санчі. Ашока зображений праворуч у своїй колісниці і своєї армії, ступа з реліквіями перебуває в центрі, а королі нагів у своїх зміїних капюшонах — у крайньому лівому кутку під деревами.

#### Будівництво Ашокой храму Бодгґая

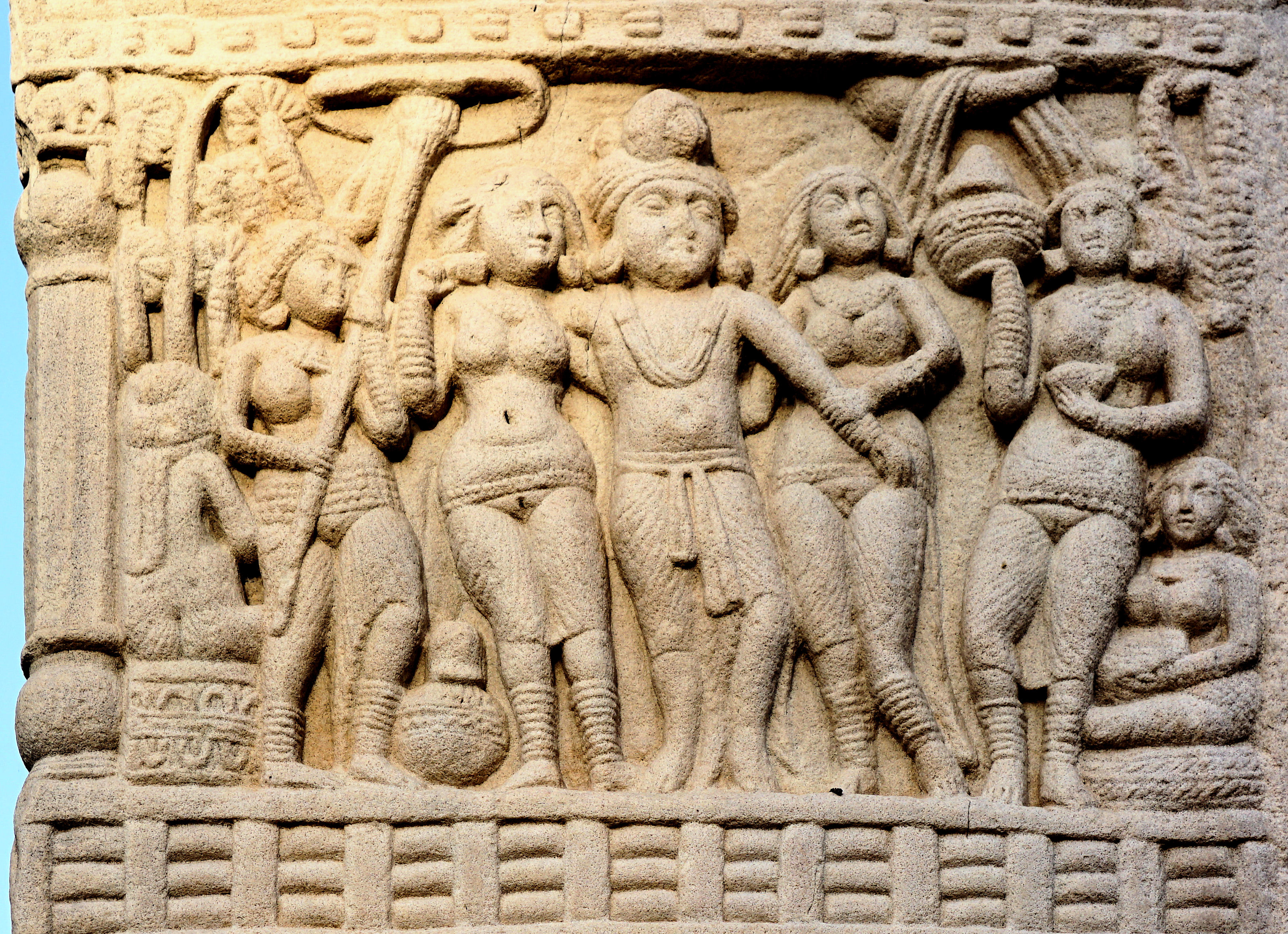
Ашока вгорі, підтримуваний двома своїми королевами. Ступа 1, Південна брама. Ототожнення з Ашокою підтверджується аналогічним рельєфом із Канаґанагаллі з написом «Райя Асоко».

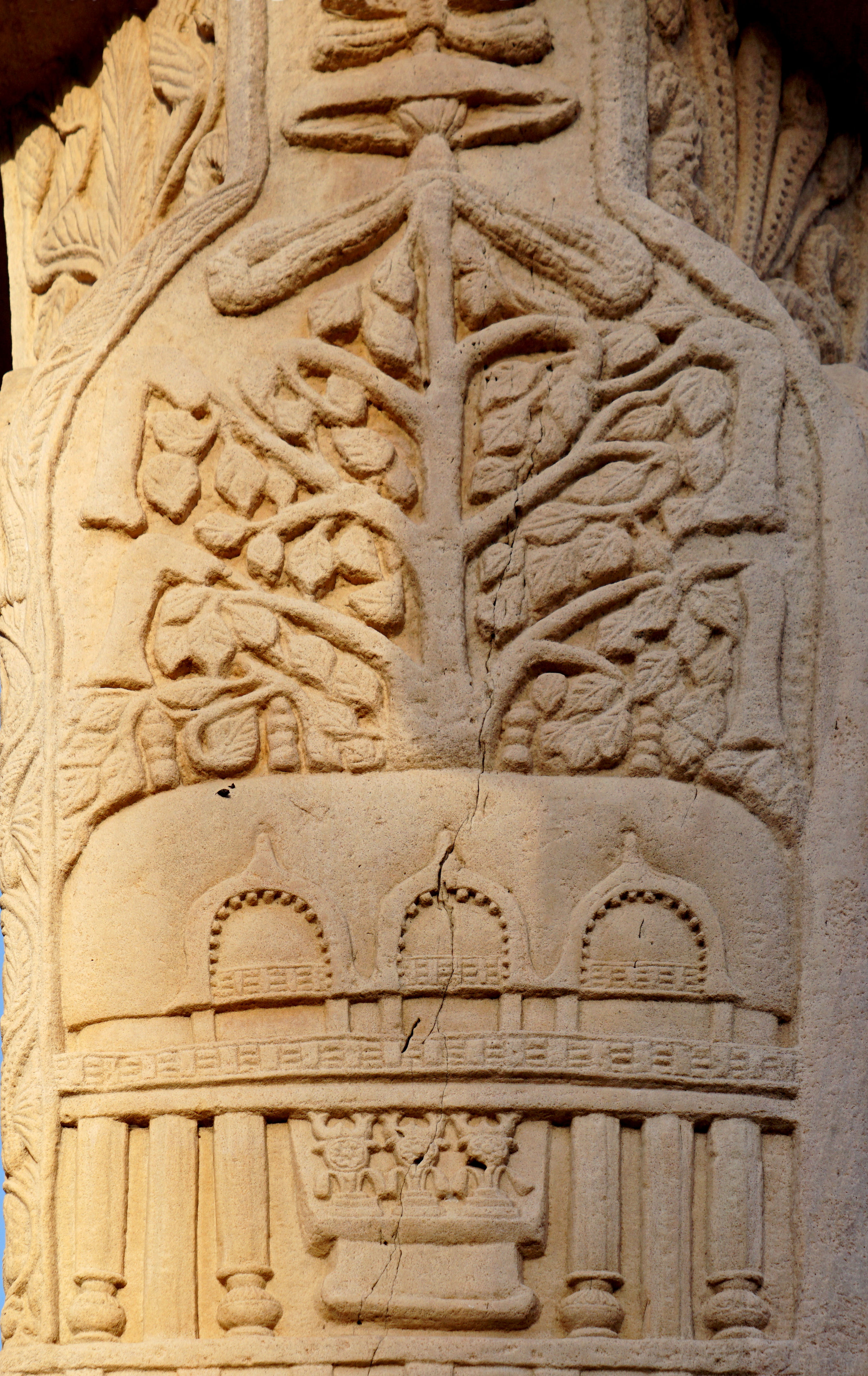
Храм дерева Бодгі зображений в Санчі, Ступа 1, Південна брама

Ашока вирушив до Бодг-Ґаї, щоб відвідати Дерево Бодгі, під яким Будда отримав своє просвітлення, як описано в його Указ № 8. Однак Ашока був глибоко засмучений, коли виявив, що за священним деревом не доглядають належним чином, і воно вмирає через зневагу цариці Тіш'яракшіти.
Як наслідок, Ашока подбав про дерево Бодгі і побудував навколо нього храм. Цей храм став центром Бодгґая. Скульптура в Санчі, південна брама ступи № 1, зображує скорботного Ашоку, якого підтримують дві його королеви. Потім на рельєфі вище зображено Дерево Бодгі, процвітаюче всередині свого нового храму. Численні інші скульптури в Санчі зображують сцени поклоніння Дереву Бодгі і Дереву Бодги всередині його храму в Бодг-Ґаї.
Інші версії рельєфу, що зображує храм Дерева Бодгі, видно в Санчі, наприклад, Храм дерева Бодгі (Східна брама).

#### Іноземні паломники

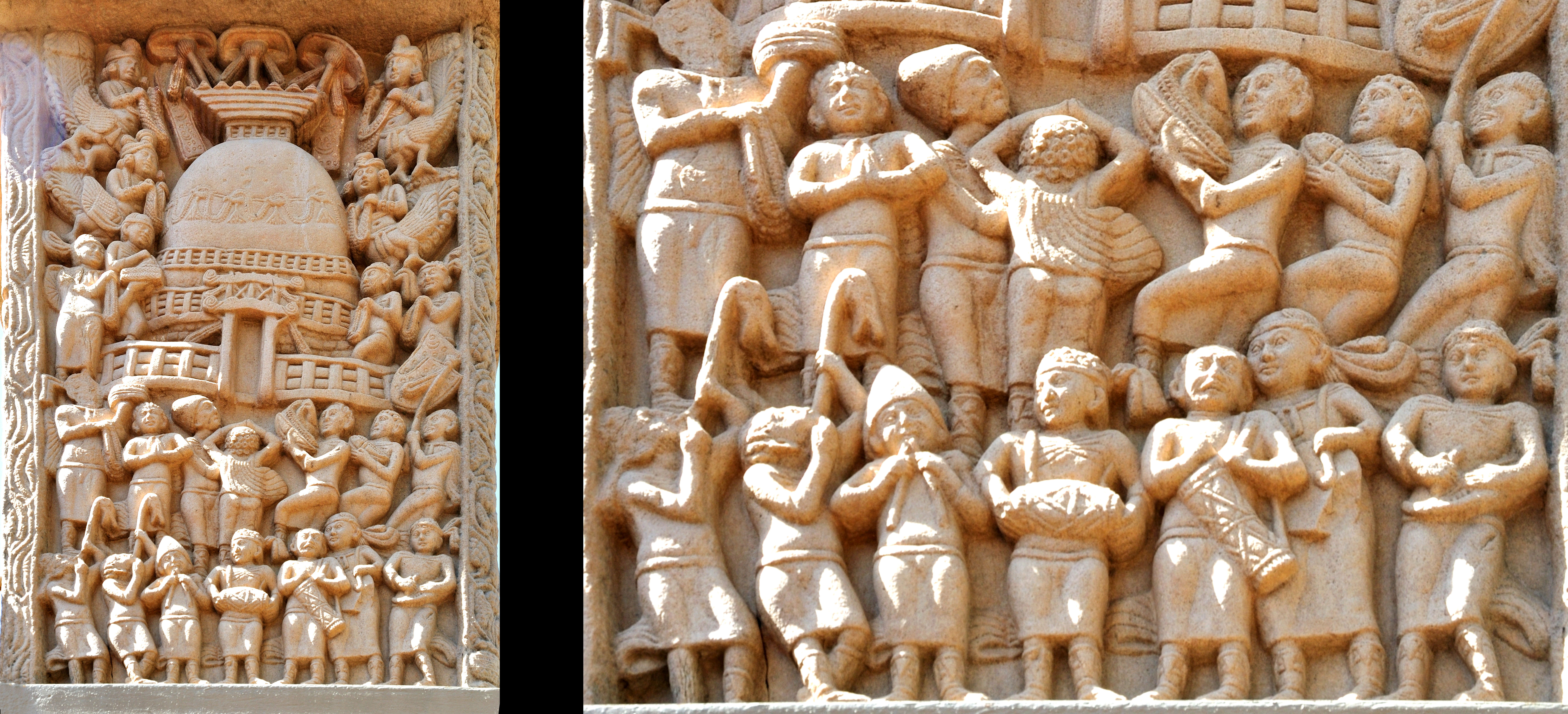
Іноземні прихильники і музиканти біля північної брами ступи I.

На деяких фризах Санчі також зображені паломники в грецьких одежах, одягнені в туніки з кілтами, а деякі з них у грецьких капелюхах-пілеях. Їх також іноді називають саки, хоча історичний період здається занадто раннім для їх присутності в Центральній Індії, а дві загострені капелюхи видаються занадто короткими, щоб бути скіфськими. Офіційне повідомлення в Санчі описує це як «Іноземці, що поклоняються ступі». Чоловіки зображені з коротким кучерявим волоссям, часто з пов'язками на голові, які зазвичай можна побачити на грецьких монетах. Одяг теж грецький, у комплекті з тунікою, накидками і сандалями, типовими для грецького дорожнього костюма. Музичні інструменти також дуже характерні, такі як "чисто грецькі" подвійна флейта під назвою авлос. Також помітні схожі на карнікс корну.

#### Аніконізм

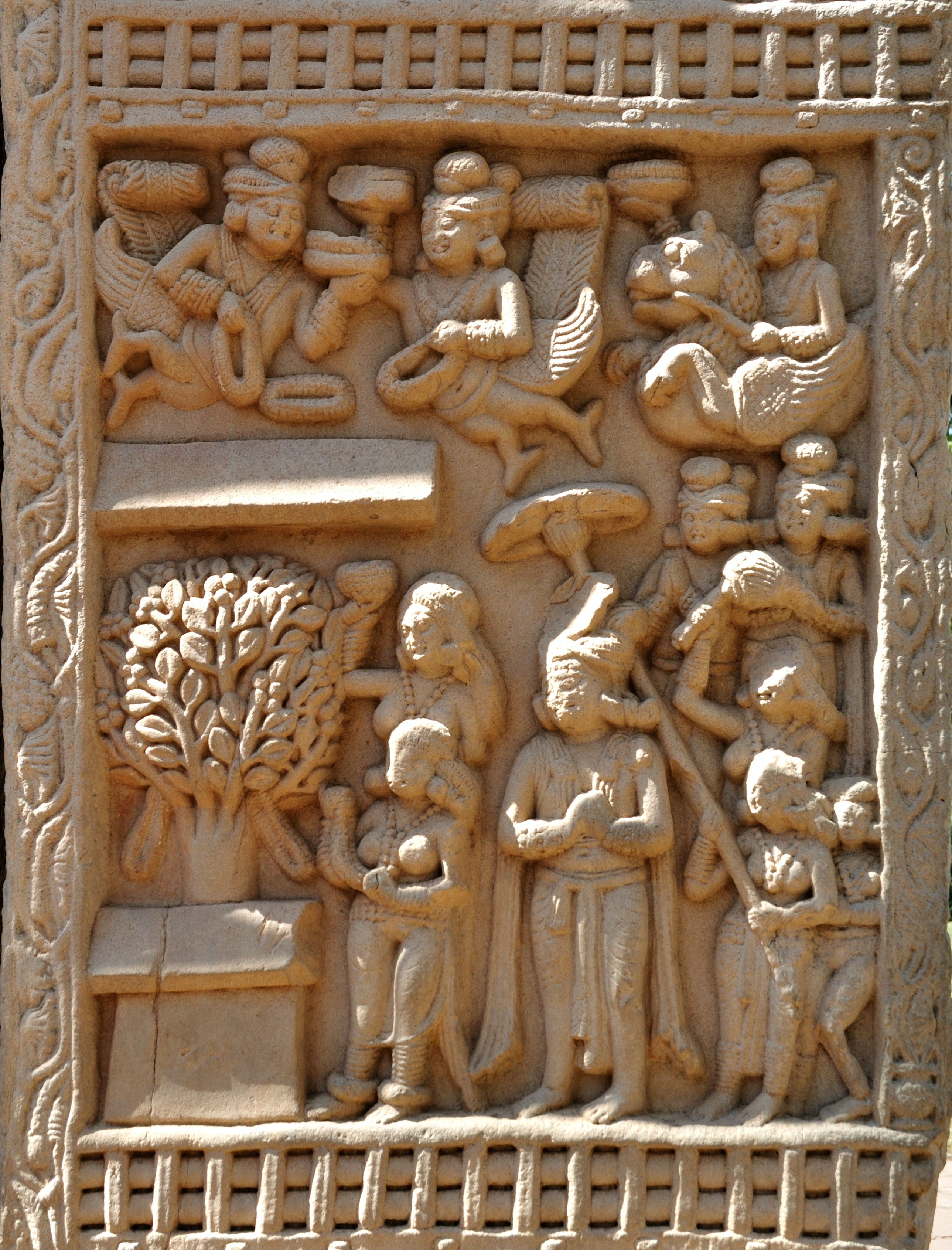
Аніконім. Цар Шуддгодана молиться, коли його син Будда підноситься в повітря, вихваляється небесними істотами (але видно тільки його шлях, горизонтальна плита в повітрі).

У всіх цих сценах Будда ніколи не зображений, він повністю відсутній навіть у сценах його життя, де він грає центральну роль: в Чудо, коли Будда йде по річці Найранджана, він просто представлений своїм шляхом по воді; у Процесії царя Шуддгодани з Капілавасту, він йде по повітрю в кінці процесії, але про його присутність говорять тільки ті, хто повертає голови вгору до символу його шляху.

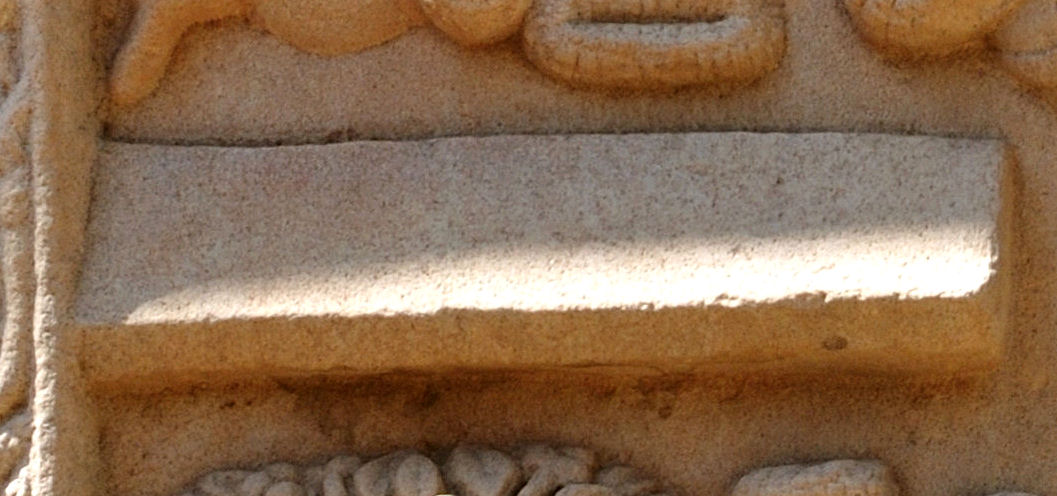
«Променад Будди», або Чанкрама, використовується для зображення Будди в русі в буддійському аніконізмі

## Перевідкриття

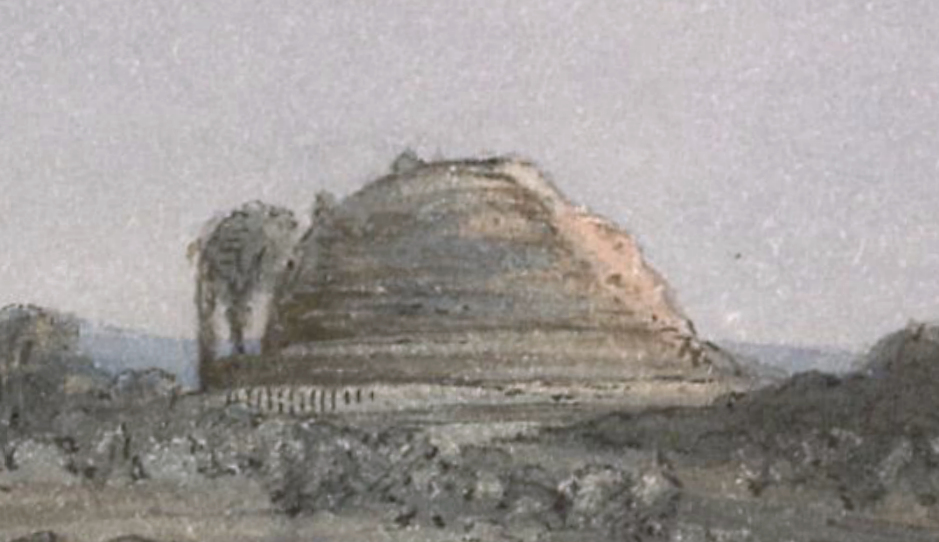
Велика ступа, зруйнована сером Гербертом Меддоком у 1822 р. Акварель Фредеріка Чарльза Мейзі, 1851 р.

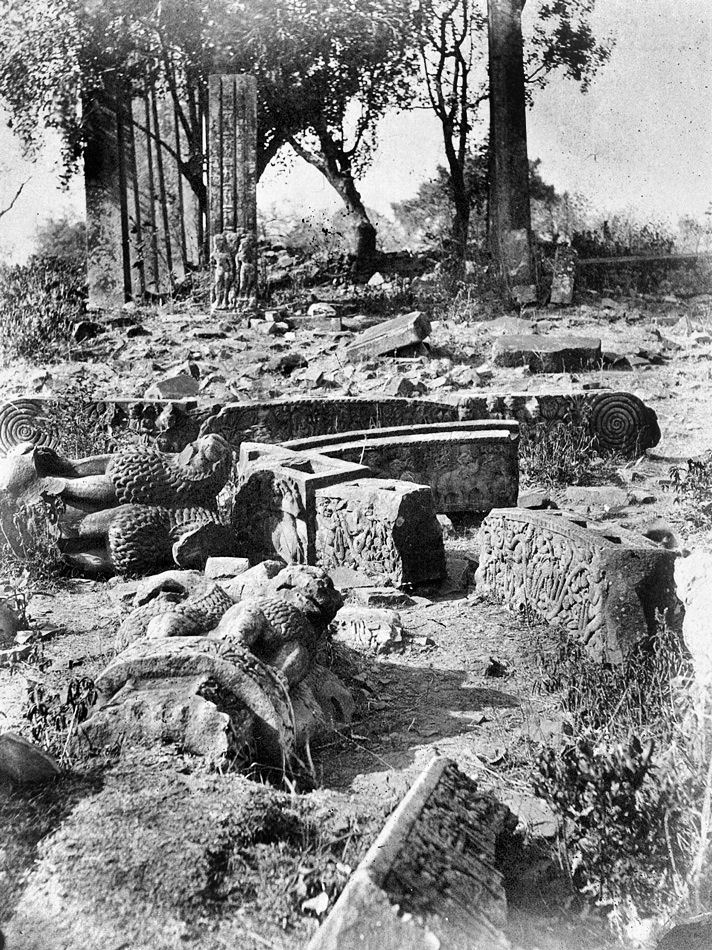
Руїни південної брами Санчі в 1875 р.

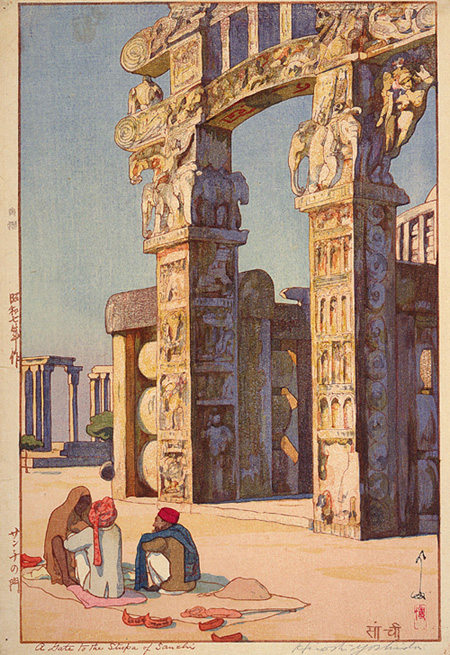
Брама в ступу Санчі 1932 р.

Генерал Генрі Тейлор (1784—1876), який був британським офіцером у Третій Маратхській війні 1817—1819 років, був першим відомим західним істориком, який задокументував у 1818 році (англійською мовою) існування ступи Санчі. Місце перебувало в повному занедбанні. Велика ступа була незграбно зруйнована сером Гербертом Меддоком у 1822 році, хоча він не зміг дістатися до центру, і потім він покинув її. Олександр Каннінгем і Фредерік Чарльз Мейзі провели перше офіційне обстеження і розкопки в Санчі і оточуючих його ступах регіону в 1851 році. Археологи-любителі і мисливці за скарбами розоряли це місце до 1881 року, коли були розпочаті належні реставраційні роботи. Між 1912 і 1919 роками споруди були відновлені до їх нинішнього стану під керівництвом сера Джона Маршалла.
Європейці 19-го століття дуже цікавилися ступою, яка була побудована Ашокою. Французи запросили дозволу у Шахджеган Беґум перевезти Східну браму до Франції. Англійці, які утвердилися в Індії, головним чином як політична сила, теж були зацікавлені в тому, щоб перевезти її в Англію для музею. Вони задовольнилися гіпсовими копіями, які були ретельно підготовлені, а оригінал залишився на місці, у штаті Бгопал. Правителька Бгопала Шахджеган Беґум і її наступник султан Джеган Беґум виділили гроші на збереження стародавнього місця. Джон Маршалл, генеральний директор археологічної служби Індії з 1902 по 1928 рік, визнав її внесок, присвятивши султанші Джеґану свої роботи про Санчі. Вона фінансувала музей, який був побудований там. Будучи однією з найбільш ранніх і найбільш важливих буддійських архітектурних і культурних пам'яток, він радикально змінив уявлення про ранню Індії щодо буддизму. Нині це прекрасний зразок ретельно збереженого археологічного об'єкта археологічною службою Індії. Про місце ступи Санчі в історії та культурі Індії можна судити по тому факту, що Резервний банк Індії у 2017 році випустив нові банкноти номіналом 200 Індійських рупій із зображенням ступи Санчі.
Однак, оскільки Санчі залишився в основному недоторканим, лише кілька артефактів Санчі можна знайти в Західному музеї: наприклад, статуя Падмапани Гупта перебуває в Музеї Вікторії та Альберта в Лондон, а один із Яшини можна побачити в Британському музеї.
Сьогодні на пагорбі Санчі збереглося близько п'ятдесяти пам'яток, у тому числі три головні ступи і кілька храмів. Ці пам'ятки були включені в список інших відомих пам'яток Світової спадщини ЮНЕСКО з 1989 року.

Рельєфи Санчі, особливо ті, що зображують індійські міста, відііграли важливу роль у спробі уявити, як виглядають стародавні індійські міста. Багато сучасних симуляторів засновані на міських ілюстраціях Санчі.

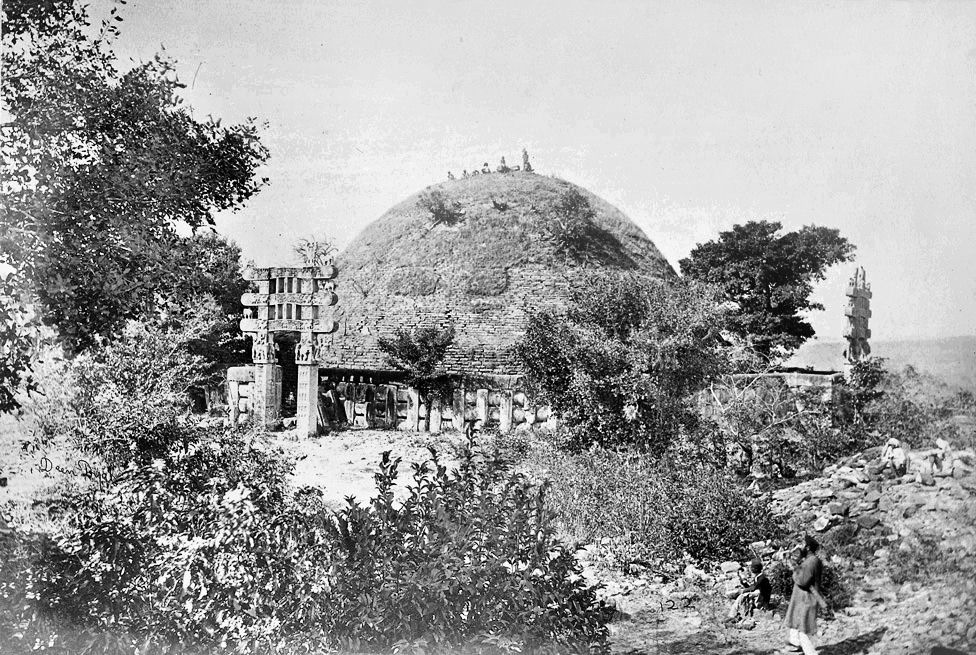
Велика ступа, Східна брама, 1875 р.
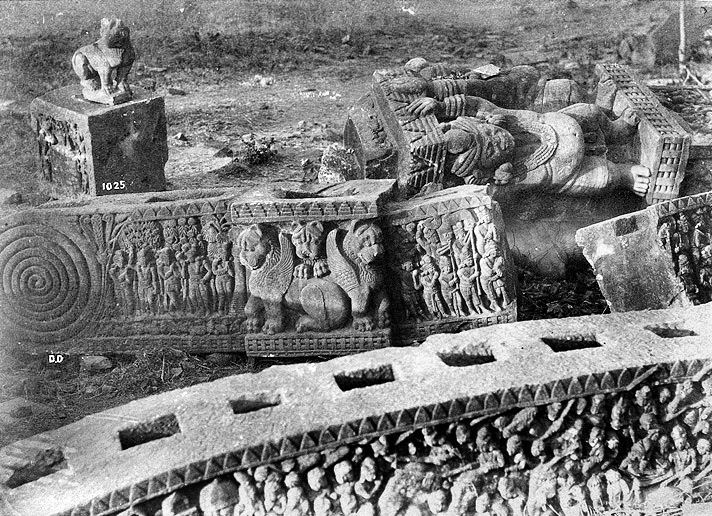
Західна брама в 1882 р.
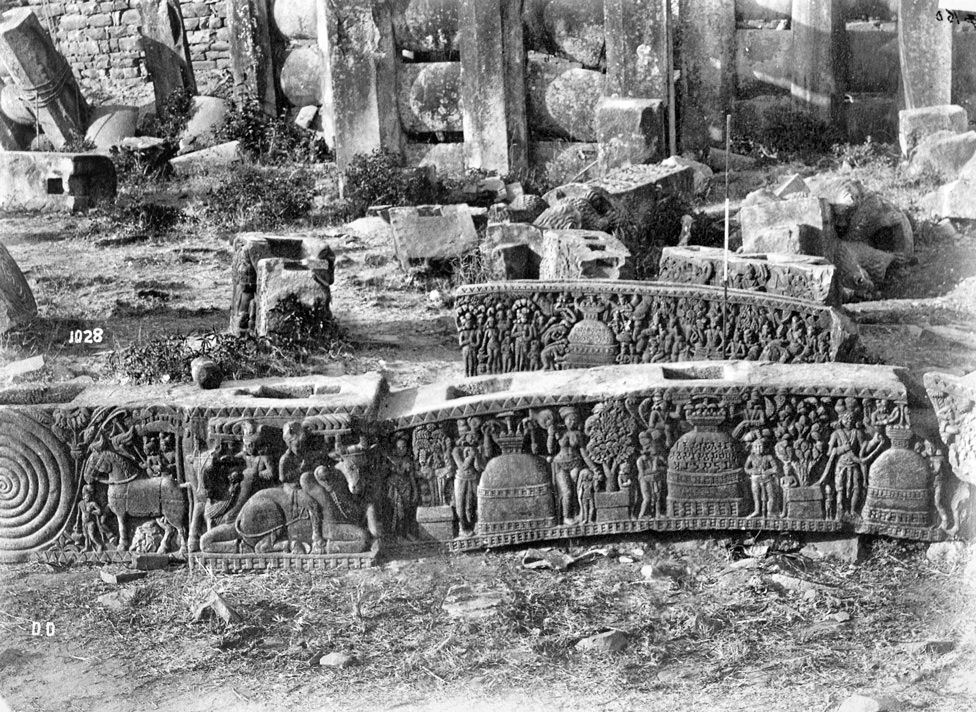
Південна брама в 1882 р.
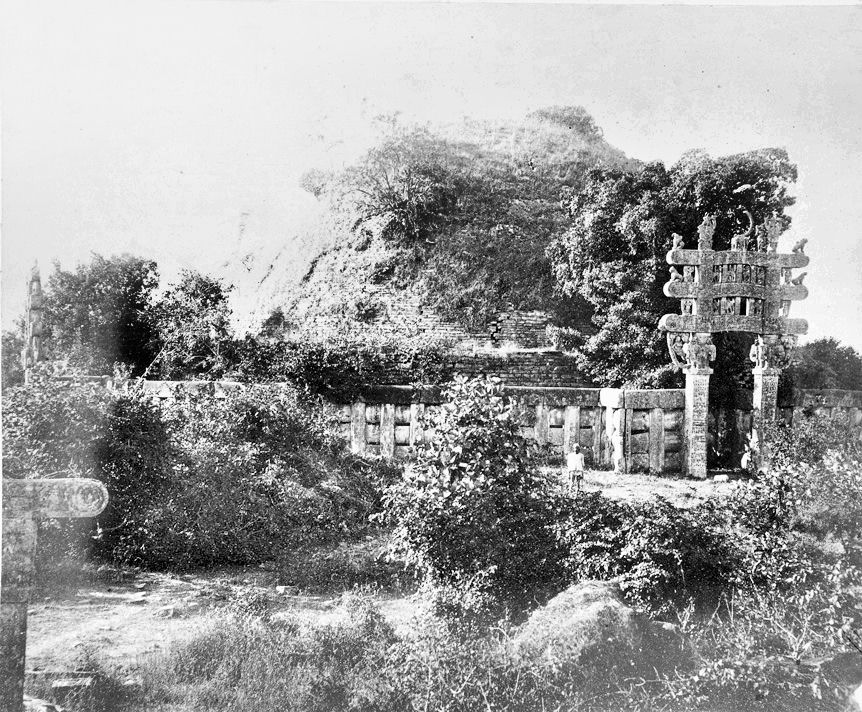
Велика ступа, Північна брама в 1861 р.
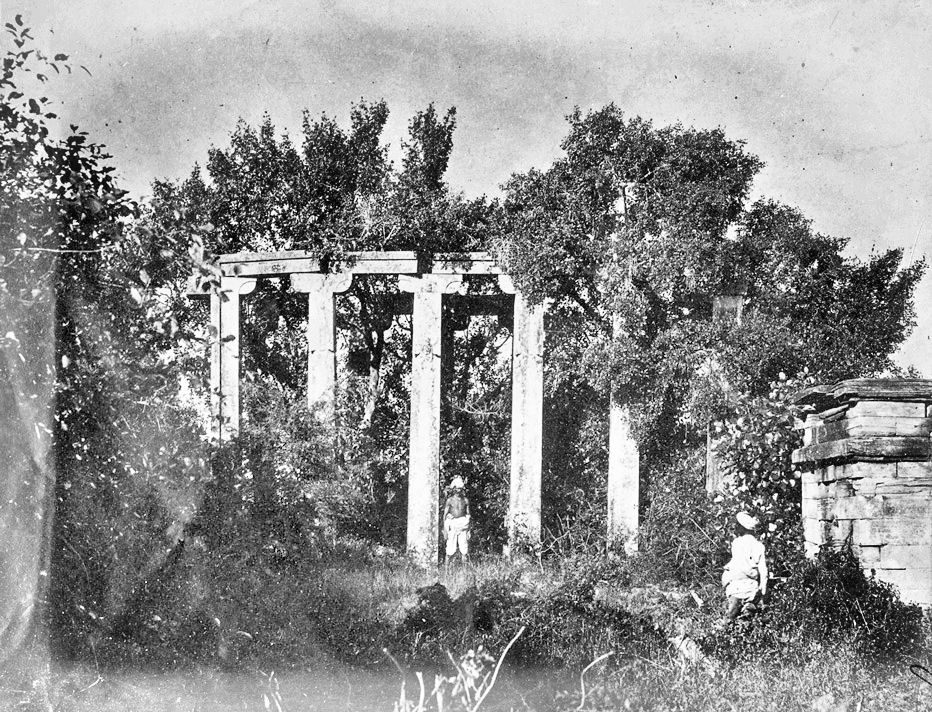
Храм 18 1861 р.
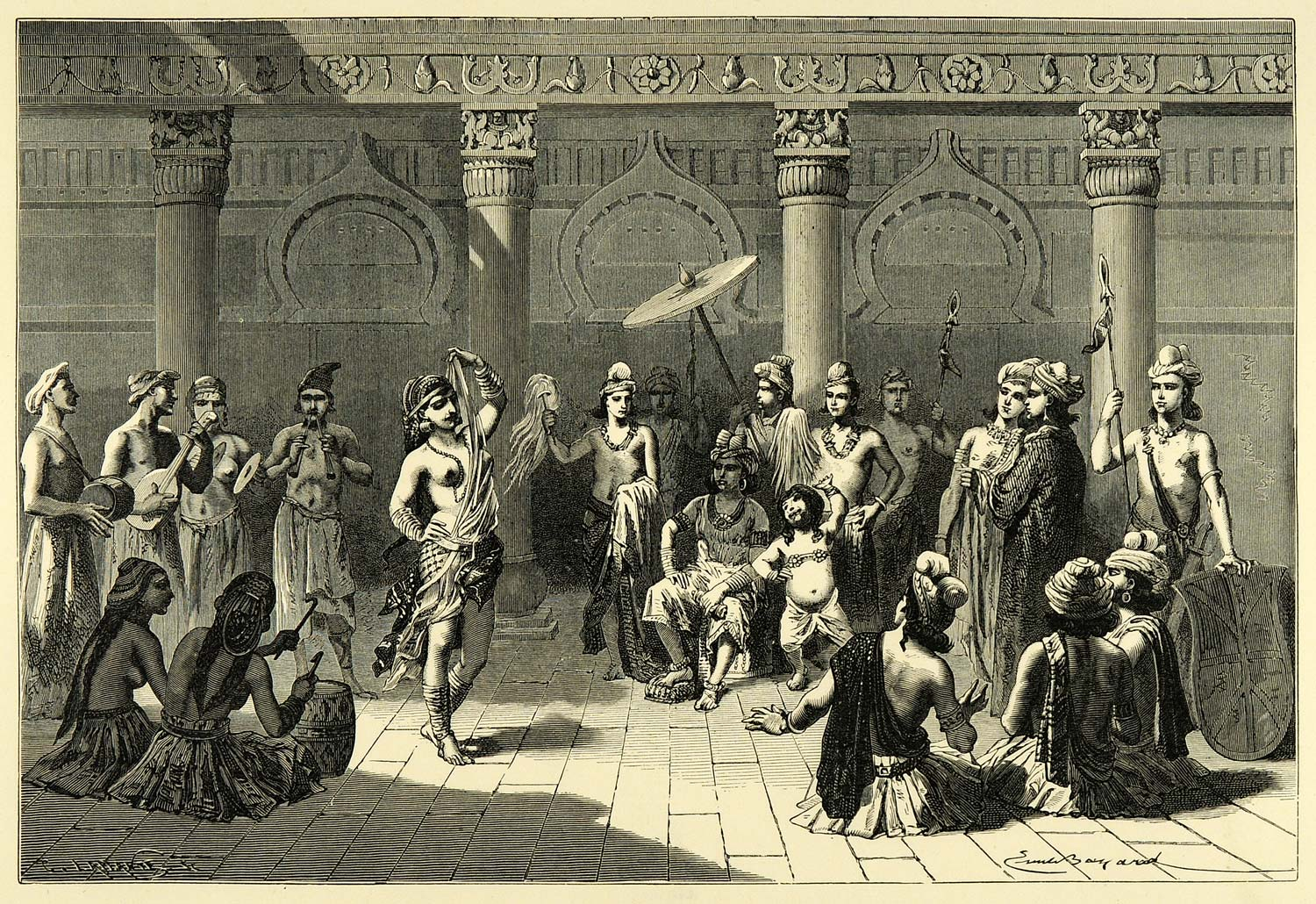
Бачення давнього індійського придворного життя з використанням мотивів Санчі (гравіювання на дереві, 1878 р.).

## Четіяґірі Вігара і священні реліквії

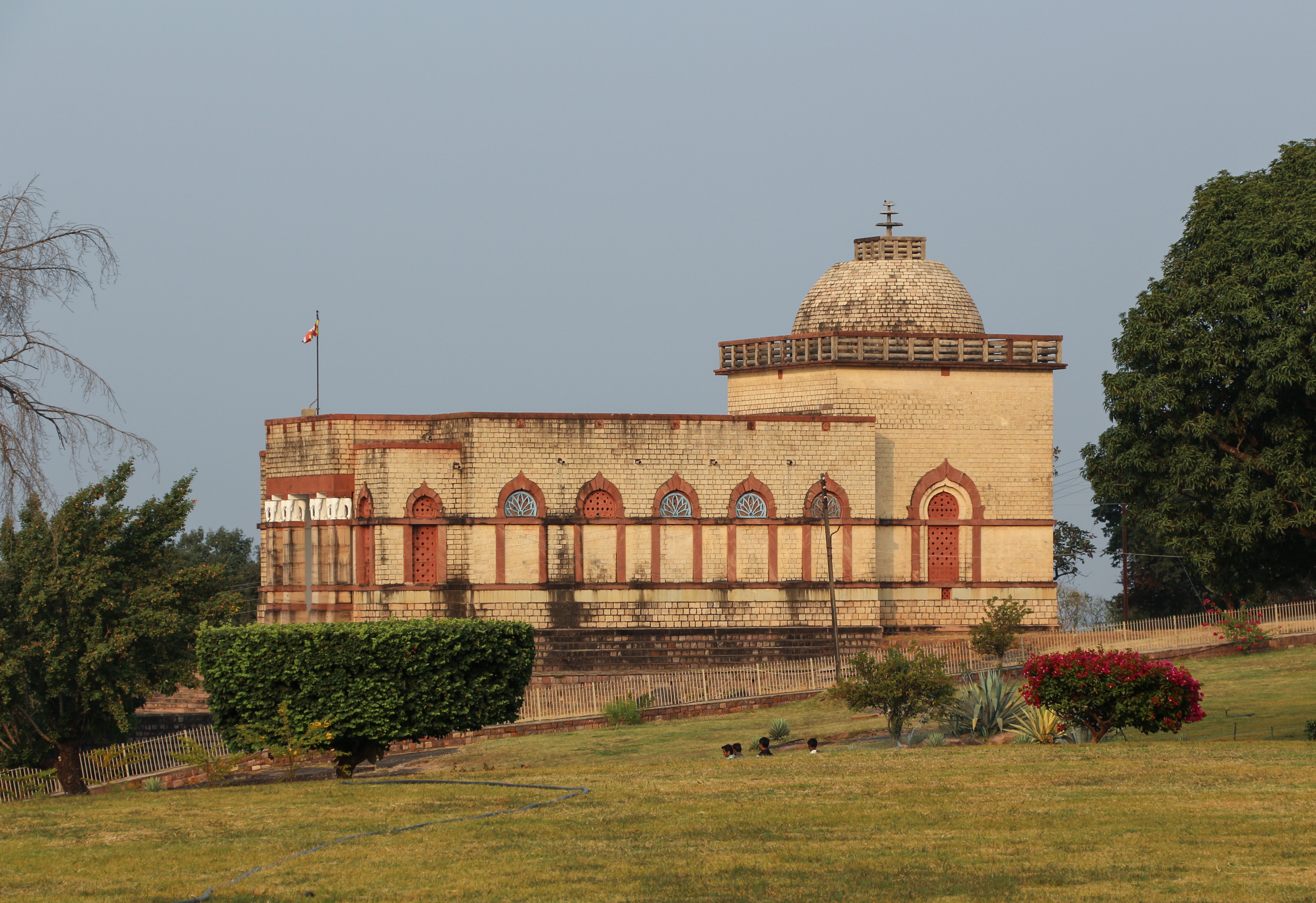
Четіяґірі Вігара

Кістяні реліквії (астхі авашеш) буддійських майстрів разом із реліквіями, що були здобуті Мейсі і Каннінгемом, були розділені і вивезені ними в Англію як особисті трофеї. Сім'я Мейсі продала ці предмети музею Вікторії та Альберта, де вони залишалися довгий час. Буддисти в Англії, Шрі-Ланці та Індії на чолі з Товариством Магабодгі зажадали їх повернення. Деякі реліквії Шаріпутра і Маудгальяяна відправили назад у Шрі-Ланку, де їх було виставлено на загальний огляд в 1947 році. Це була така грандіозна подія, що майже все населення Шрі-Ланки приїхало їх відвідати. Однак пізніше вони були повернуті до Індії. Але в 1952 році для зберігання реліквій був побудований новий храм Четіяґірі Вігара. Це ознаменувало офіційне відновлення буддійської традиції в Індії. Деякі з реліквій були отримані Бірмою.